# Abarema curvicarpa
Abarema curvicarpa är en art av växter som först beskrevs av H.S.Irwin, och fick sitt nu gällande namn av Barneby och J.W.Grimes. Abarema curvicarpa ingår i släktet Abarema och familjen ärtväxter. IUCN kategoriserar arten globalt som livskraftig.

## Underarter
Arten delas in i följande underarter:
- curvicarpa
- rodriguesii